# Jörg Schürmann
Jörg Schürmann (* 13. August 1976 in Duisburg-Rheinhausen) ist ein ehemaliger deutscher Handballspieler.

## Leben
Der 1,98 m große Rechtshänder begann 1986 mit dem Handballspiel beim OSC 04 Rheinhausen, bei dem der Kreisläufer ab 1993 gemeinsam mit seinem Bruder Achim in der ersten Mannschaft spielte. Mit dem OSC stieg er 1993/94 und 1995/96 aus der Bundesliga ab, kehrte aber jeweils als Zweitliga-Meister sofort zurück. Als sich der Verein Mitte der Saison 1997/98 aus finanziellen Gründen aus der Liga zurückzog, wechselte er im Januar 1998 zum TV Angermund, wo er bis Saisonende verblieb. Im Sommer 1998 kehrte er in die Bundesliga zurück und unterschrieb beim LTV Wuppertal. Nachdem er 2000/01 erneut absteigen musste, ging er zum Zweitligisten HSV Düsseldorf, mit dem ihm 2003/04 der Aufstieg ins Oberhaus gelang. 2006/07 stieg er zum vierten Mal ab. Daraufhin kam er zu seinem Heimatverein, der in der 3. Liga spielte und von seinem Bruder trainiert wurde, nach Rheinhausen zurück und beendete dort 2012 seine Karriere.